# Гессинг, Фридрих
Фридрих фон Гессинг (нем. Friedrich Ritter von Hessing; 19 июня 1838, Бух-ам-Вальд –16 марта 1918, Гёггинген) — немецкий врач-ортопед, основоположник ортопедической механики.

## Биография
Фридрих был тринадцатым и самым младшим ребенком в семье фермера Иоганна Георга Гессинга (1793-1858) и его супруги Марии Барбары (1796-1861), акушерки.
Окончив начальное образование в 1852 году, он начал работать садовником в семье Гогенлоэ. Через два года он уволился, чтобы стать учеником плотника; в 1857 году он получил лицензию подмастерья. Затем он нашел работу в органной строительной фирме в Эттингене, где научился изготавливать органы и фисгармонии. После кратковременного обучения в Штутгарте он переехал в Аугсбург, чтобы работать с производителем фортепиано Максом Йозефом Шраммом (1838-1916).
В 1866 году он получил лицензию на производство органов. В том же году он изготовил искусственную ногу для инвалида. В следующем году он запросил у мэра Аугсбурга финансовую поддержку. Его просьба была отклонена. В 1868 году его ходатайство об открытии ортопедического санатория было отклонено. Несмотря на это, в том же году он получил разрешение от иных должностных лиц. Его клиника открылась через несколько недель, и он дал объявление в газете, заверив всех, что его лечение не будет включать хирургическое вмешательство. Реакция была положительной, и он лечил там тысячи людей, включая писателя Макса Брода, который был снабжен всем для искривления позвоночника. 
В 1890-х годах он открыл спа-комплекс в Ротенбурге-на-Таубере. Его настоящий прорыв произошел в 1899 году, когда он успешно лечил 
Августу Викторию Шлезвиг-Гольштейнскую, императрицу Пруссии, от перелома лодыжки. В 1904 году он был назначен "королевским баварским советником", а в 1913 году был назван рыцарем ордена "За заслуги перед Баварской короной", что давало ему право использовать дворянскую приставку "фон".
Особой заслугой Гессинга является предложенный и разработанный им ортопедический фиксационно-разгружающий аппарат для амбулаторного лечения воспалительных заболеваний тазобедренного сустава. Структуру аппарата составляют тазовая часть, кожаные гильзы для бедер и голеней, башмачок.

## Память
Его наследие было передано Фонду Хессинга, который существует до сих пор. В его честь названа улица в Бад-Райхенхалле. В городе Гёттинген Гессингу поставлен памятник.